# Anacanthobythites tasmaniensis
Anacanthobythites tasmaniensis är en fiskart som beskrevs av Anderson 2008. Anacanthobythites tasmaniensis ingår i släktet Anacanthobythites och familjen Bythitidae. Inga underarter finns listade i Catalogue of Life.